# Прапор Мінас-Жерайс
Прапор бразильського штату Мінас-Жерайс є прямокутним полотнищем білого кольору, в центрі якого розташований червоний рівносторонній трикутник, на сторонах якого написана фраза «Libertas quæ sera tamen».

## Історія
Свого часу був проектом національного прапора борців за незалежність Бразилії і відомий ще з XVIII століття. Статус прапора штату Мінас-Жерайс офіційно отримав 8 січня 1963.

## Символіка
Латинська фраза, зображена на прапорі, "Libertas quæ sera tamen" (порт. Liberdade ainda que tardia), у перекладі означає: "Свобода, нехай навіть і не відразу".
Трикутник символізує Святу Трійцю, а також три ідеали Французької революції: Свободу, рівність, братерство.
Білий колір прапора уособлює бажання сформувати нову мирну націю, червоний символізує полум'я свободи.